# Rückkanal
Ein Rückkanal bzw. Rückweg ermöglicht in der Telekommunikation den bidirektionalen Kontakt zwischen ursprünglichem Sender, z. B. einem Fernsehprogramm-Anbieter, und einem Empfänger.

## Technik

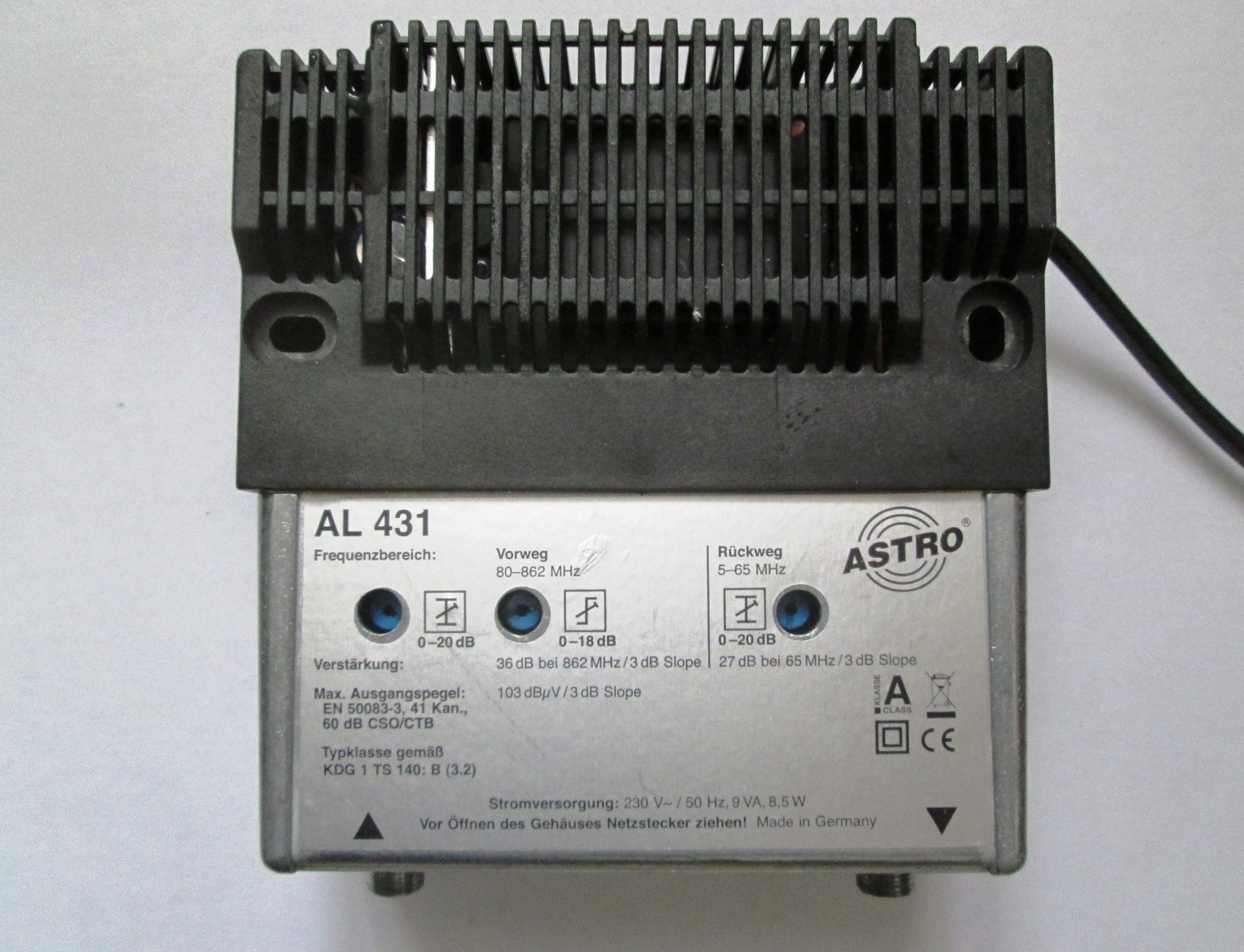
Verstärker mit aktivem Rückweg

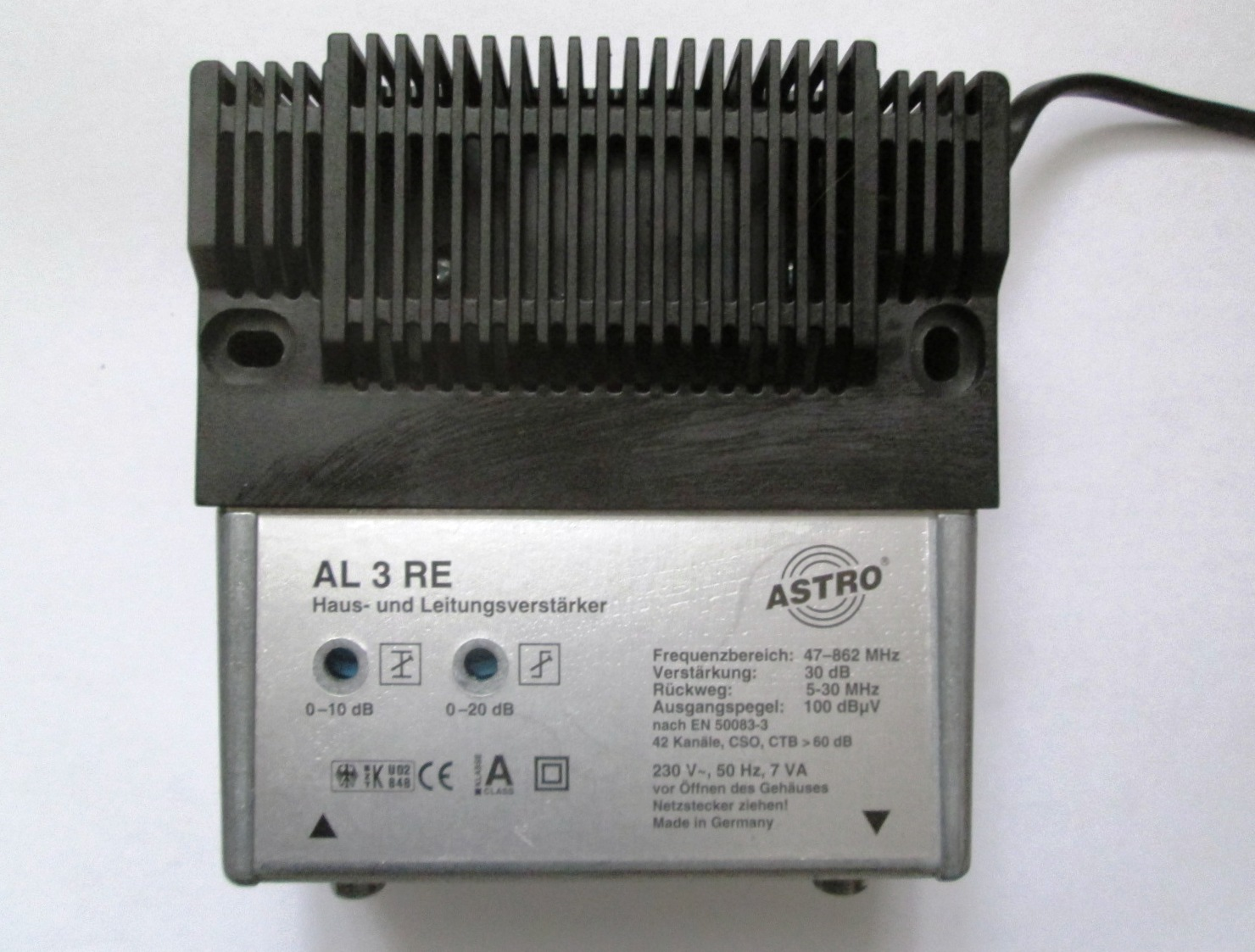
Verstärker mit passiven Rückweg

Je nach zugrunde liegender Technik (Satelliten-, Kabel- oder terrestrisches Fernsehen oder Radio) unterscheidet sich der Aufwand für die Einführung eines Rückkanals. Der klassische für alle Verfahren gleichsam mögliche Ansatz besteht aus einem Ergänzungsmedium, in der Regel dem Telefonnetz, an das der Fernseher oder die Set-Top-Box (STB) über ein integriertes Modem mit einem zusätzlichen Kabel angeschlossen wird. Dieses Verfahren nutzen z. B. die meisten Geräte zum Messen der Zuschauerzahlen, wie in Deutschland die der Gesellschaft für Konsumforschung (GfK), dessen Datenübertragung meist einmal täglich in der Nacht erfolgt.
Beim Kabelfernsehen ist die Einführung eines direkten Weges zwar mit Investitionen verbunden, aber technisch verhältnismäßig einfach. In der Anfangszeit gab es Versuche, den Rückkanal für interaktives Fernsehen, ähnlich dem Hybrid-Fernsehen und Home-Shopping, zu realisieren. Dazu wurde der störanfällige Bereich von 5 MHz bis 30 MHz meist mit passivem Rückweg genutzt. Erst mit dem Einzug von Internet über Fernsehkabel zur Jahrtausendwende verbreitete sich die Rückkanalfähigkeit im Bereich von 30 MHz bis 65 MHz wieder. Mit der Einführung von DOCSIS 3.1 findet auch die Nutzung von Frequenzbereichen oberhalb von 65 MHz Verwendung.
Bei der drahtlosen Übertragung, zum Beispiel per Satellit oder erdgebundenen Antennen, ist der Aufwand des Rückkanales bedeutend höher, da eine beträchtliche Sendeleistung aufgebracht werden muss, womit sich die drahtlose Übertragung auf (semi-)professionelle Nutzer beschränkt.
Statt der Verbindung mit der herkömmlichen Telefondose, die potentielle Kunden wegen des zusätzlichen Kabels und der zeitweiligen Blockierung der Leitung abschreckt, setzen einige Firmen inzwischen auf die Vernetzung mit Mobiltelefonen über drahtlose Verfahren wie Bluetooth, z. B. Blucom.
Aktiver Rückkanal
Ein aktiver Rückkanal verstärkt das rücklaufende Signal, hier wird der Bereich von 30 MHz bis 65 MHz aktuell verwendet.
Passiver Rückkanal
Ein passiver Rückkanal sendet das rücklaufende Signal unverstärkt, i. d. R. wurde der störanfällige Bereich von 5 MHz bis 30 MHz verwendet. Der Frequenzbereich von 5 MHz bis 30 MHz wird aus diesem Grund heute gemieden.